# 1929年世界博覽會
1929年世界博覽會（加泰羅尼亞語：Exposició Internacional de Barcelona de 1929）是西班牙巴塞羅那第二次舉辦的世界博覽會，日期爲1929年5月20日至1930年1月15日，位置在巴塞羅那市西南的蒙特惠奇山上，占地118公頃，估計耗資1.3億比塞塔，有20個歐洲國家參加，此外還有來自美國和日本的一些私人團體參與。而拉丁美洲國家和美國以及葡萄牙共18國參加了同年在塞維利亞舉辦的以“伊比利亞美洲”爲名稱的世博會。
上一次於1888年在巴塞羅那舉辦的世博會極大地促進了城市的經濟、建築和科技的增長和發展，重建了城堡公園。此次世博會強調進一步的技術進展以及向國外展示現代的加泰羅尼亞工業。新的展會需要規劃蒙特惠奇山及其鄰接地區，以及翻新主要爲西班牙廣場的公共空間，亦興建了著名的巴塞隆拿德國館。